# 다마무라역
다마무라역(일본어: 玉村駅)은 일본 이바라키현 조소시에 위치한 간토 철도 조소 선의 철도역이다. 단선 승강장 1면 1선의 구조를 갖춘 지상역이다.

## 이용 현황
| 연도   | 1일 평균 승차 인원 |
| ------ | ------------------ |
| 2005년 | 38                 |
| 2006년 | 37                 |
| 2007년 | 38                 |
| 2008년 | 34                 |
| 2009년 | 32                 |
| 2010년 | 31                 |
| 2011년 | 35                 |
| 2012년 | 35                 |
| 2013년 | 34                 |
| 2014년 | 29                 |

## 역 주변
- 조소 시립 다마 소학교

## 역사
- 1931년 11월 5일 : 조소 철도의 역으로서 개업.
- 1945년 3월 30일 : 쓰쿠바 철도와의 합병에 의해, 조소 쓰쿠바 철도의 역이 됨.
- 1965년 6월 1일 : 가시마 산구 철도와의 합병에 의해, 간토 철도의 역이 됨.
- 1970년대 : 역 외에서 승차권 위탁 발매 개시.
- 1982년 7월 16일 : 위탁 발매 종료, 무인화.
- 2009년 3월 14일 : IC 카드 PASMO 사용 개시.

## 인접 역
| 간토 철도 ■ 조소 선 | 간토 철도 ■ 조소 선 | 간토 철도 ■ 조소 선 |
| ------------------- | ------------------- | ------------------- |
| 이시게 도리데 방면  | 보통                | 소도 시모다테 방면  |